# Koriakski

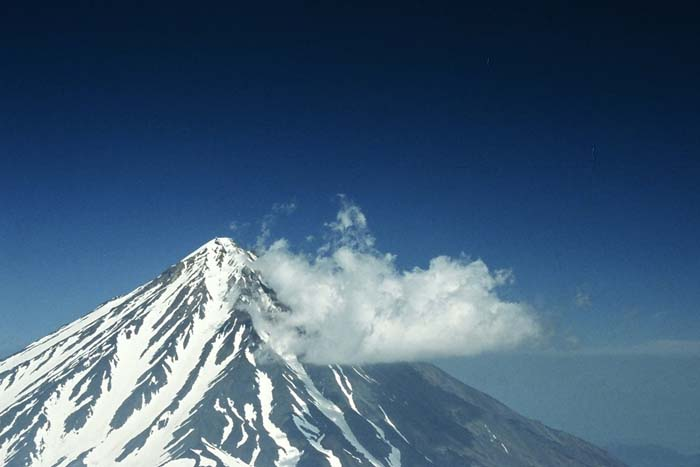
Vedere de pe vulcanul Avacinski

Koriakski sau Koriakskaia Sopka este un vulcan din peninsula Kamceatka în estul îndepărtat al Rusiei. Se află sub supravegherea centrului administrativ al ținutului Kamceatka — Petropavlovsk-Kamceatski. Împreuna cu Avacinski a fost desemnat vulcan al deceniului, demn de studiu în special ținând cont de istoria sa de erupții explozive în apropierea zonelor populate.

## Istorie geologică
Koriakski se află în zona cercului de foc al Pacificului, în locul unde Placa Paficică alunecă sub cea Eurasiatică cu o rată de 80 mm pe an. Între cele doua placi se află lavă, plăcile Pacifică și Eurasiatică fiind sursa vulcanismului dinamic de peste toată regiunea Kamceatka. Vulcanul a fost activ probabil pentru zeci de mii de ani. Înregistrările geologice indică faptul că au avut loc 3 erupții majore în ultimii 10.000 ani (în 5500 î.Hr., 1950 î.Hr., 1550 î.Hr.). Aceste trei erupții au fost în principal exuberante, generatoare de ample fluxuri de lavă.

## Activitate recentă
Prima erupție a vulcanului Koriakski consemnată în documente istorice datează din 1890. Erupția a fost caracterizată prin emisii de lavă din fisuri, care s-au deschis în partea de sud-vest a vulcanului, având loc și explozii freatice. S-a presupus că a erupt din nou cinci ani mai târziu, însă s-a demonstrat contrariul: ceea ce se crezuse a fi fost o coloană de erupție a fost de fapt un abur generat de activitatea fumarolică puternică.
O altă erupție moderat explozivă a avut loc în 1926, după care vulcanul a „adormit” până în 1956. Erupția din 1956 a fost mult mai explozivă decât cele precedente cu VEI = 3, și a generat fluxuri piroclastice și lahare. Erupția a continuat până în iunie 1957.
La 29 decembrie 2008,  Koriakski a erupt din nou, degajând nori de cenușă până la altitudinea de 20.000 picioare (aproape 6.100 m). Aceasta a fost prima erupție majoră din ultimii 3.500 ani. În lumina acestei apropieri de Petropavlovsk-Kamceatski, Organizația Națiunilor Unite a desemnat, în 1996, în cadrul Deceniului Internațional pentru Reducerea Dezastrelor Naturale, vulcanul Korakski drept vulcanul deceniului, împreună cu vulcanul Avacinski.

## Galerie foto

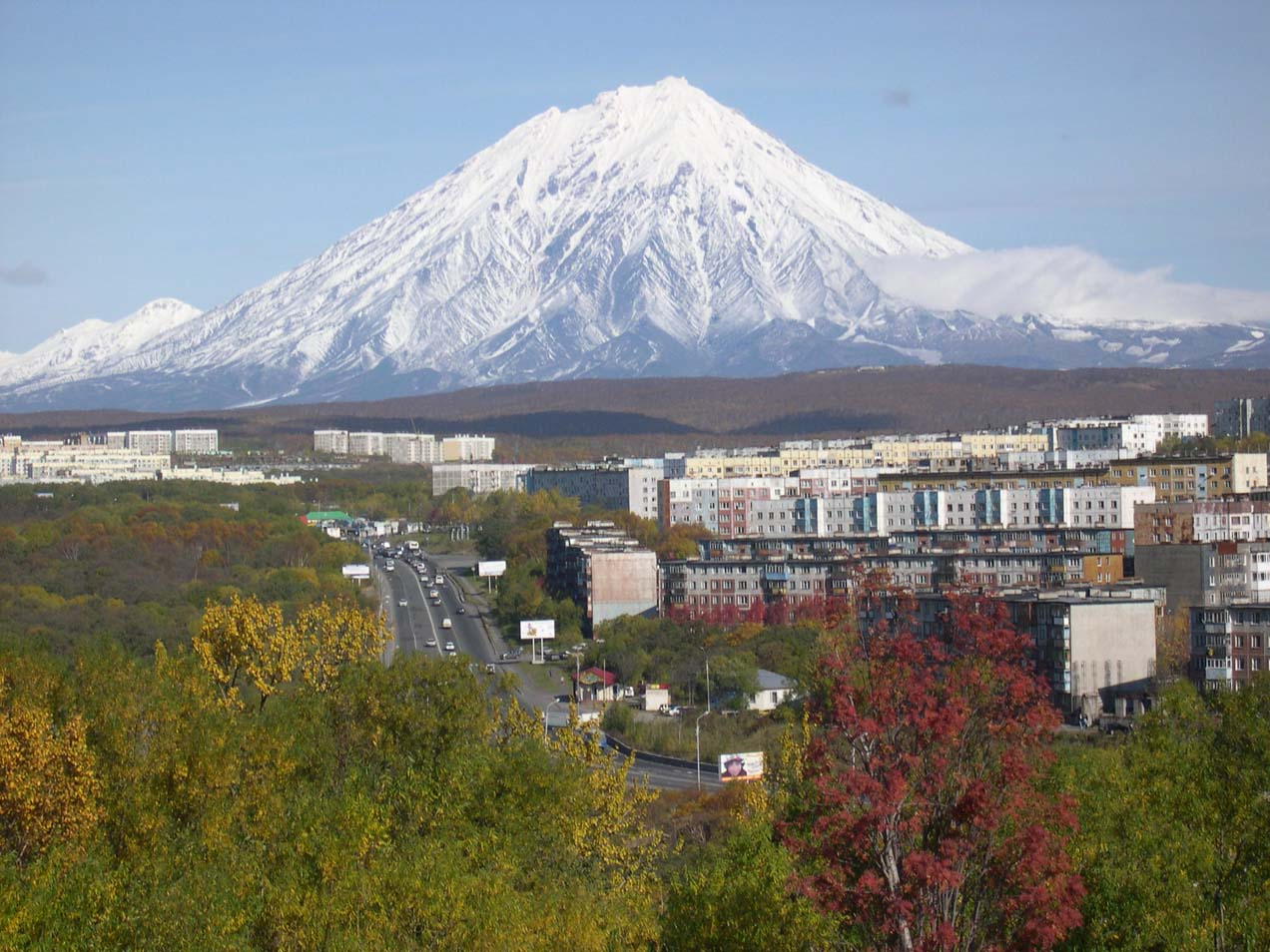
Orașul Petropavlovsk-Kamceatski pe fondul Koriakski
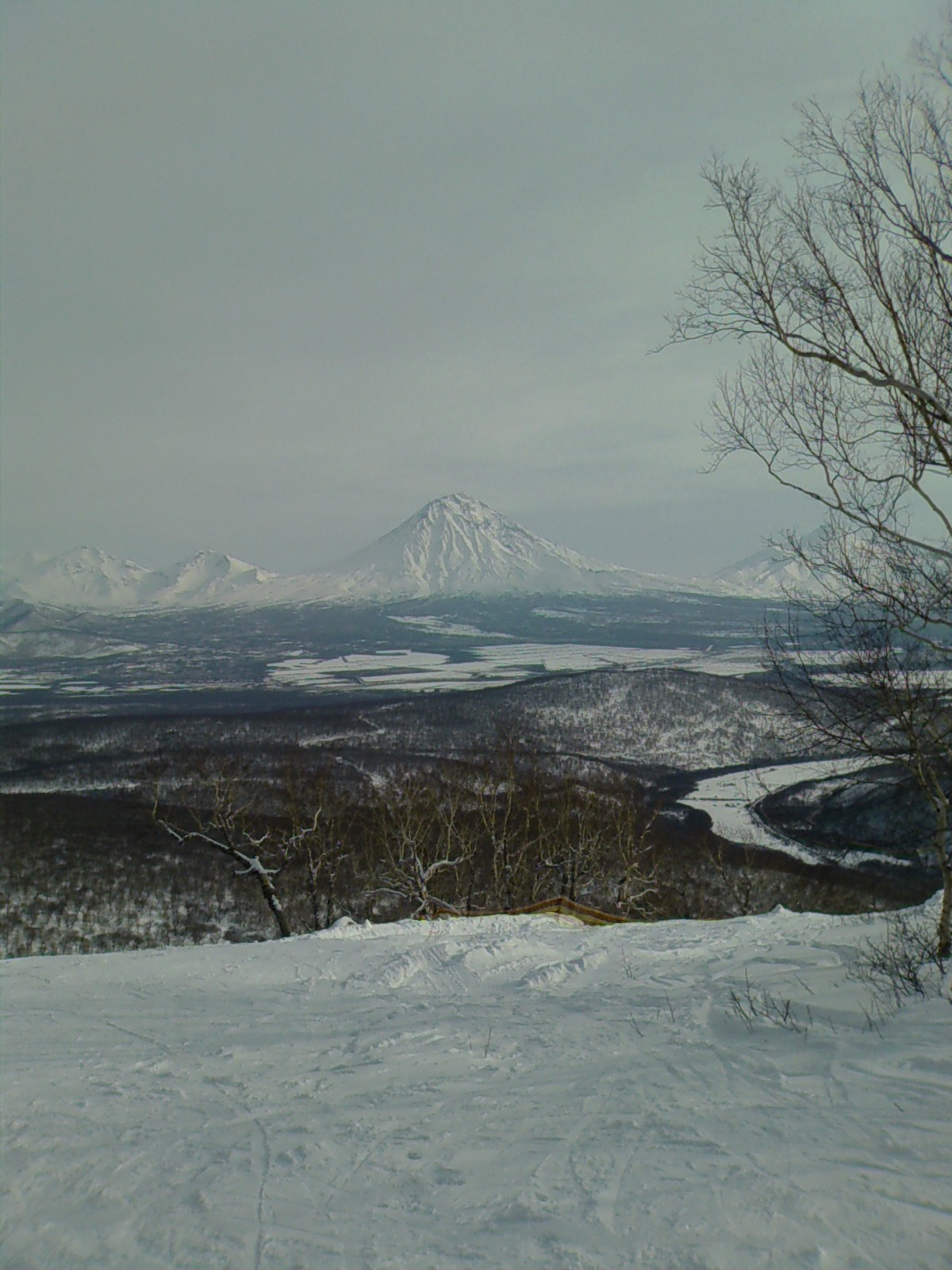
Koriak cu Muntele Frost
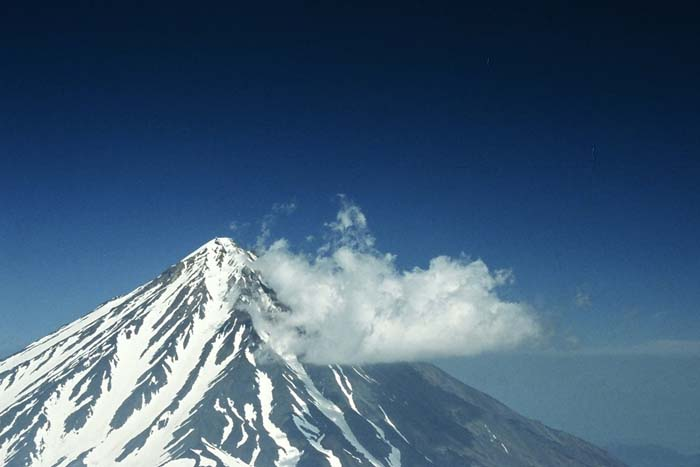
Vedere de pe dealul Avachinskaya
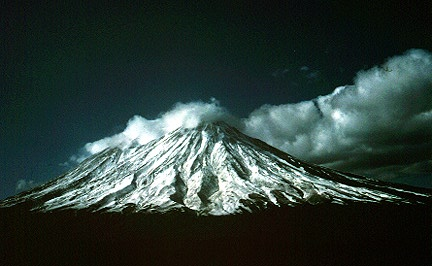
Nori peste Koriakskaia Sopka
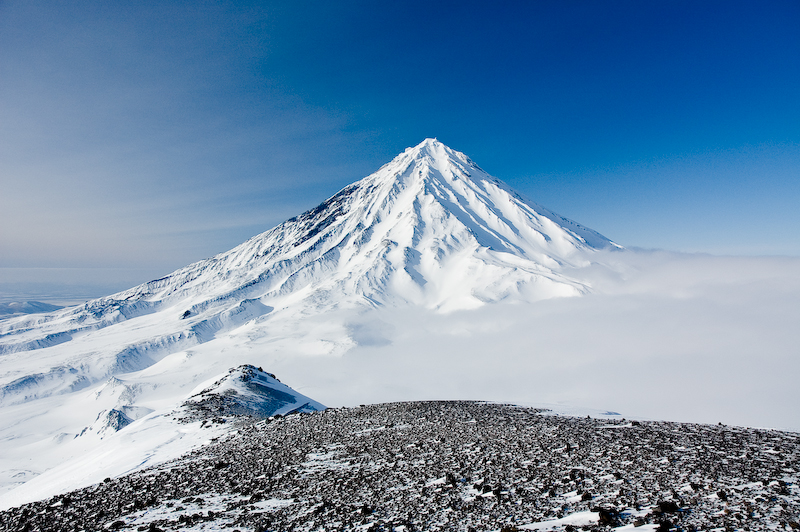
Vulcan în februarie 2008
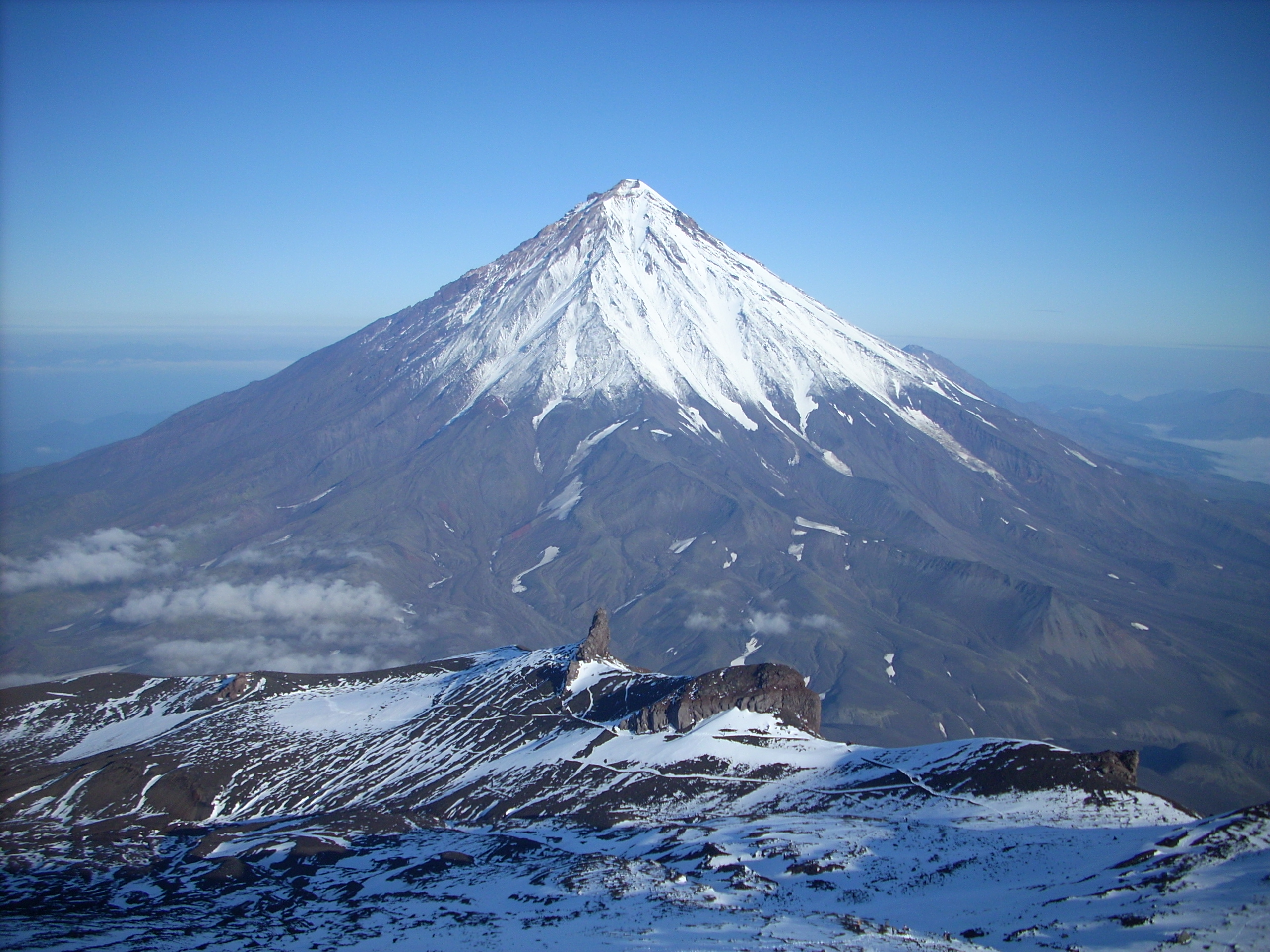
Vulcan în vara anului 2008
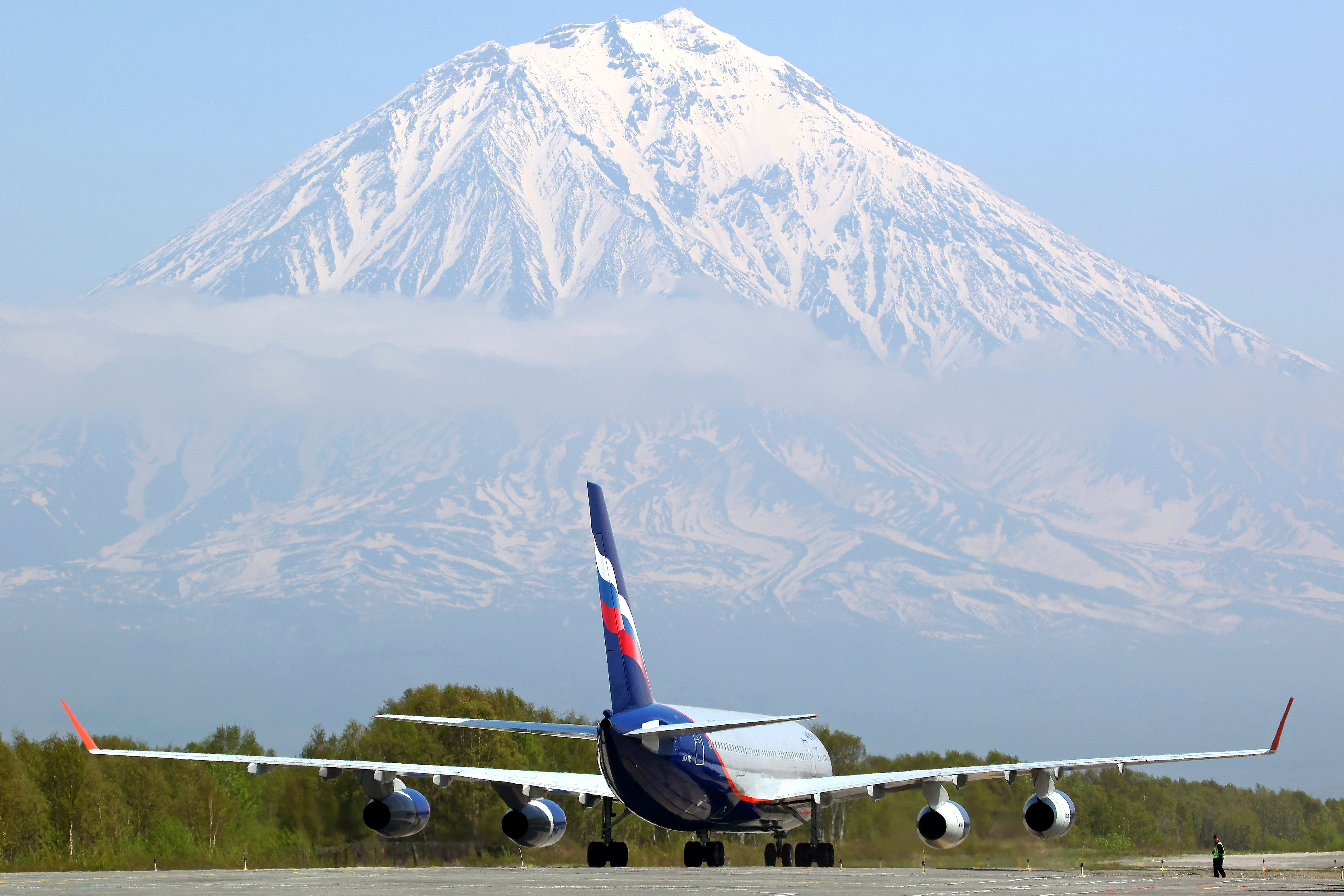
Vederea dealului de la aeroportul Yelizovo, 2011
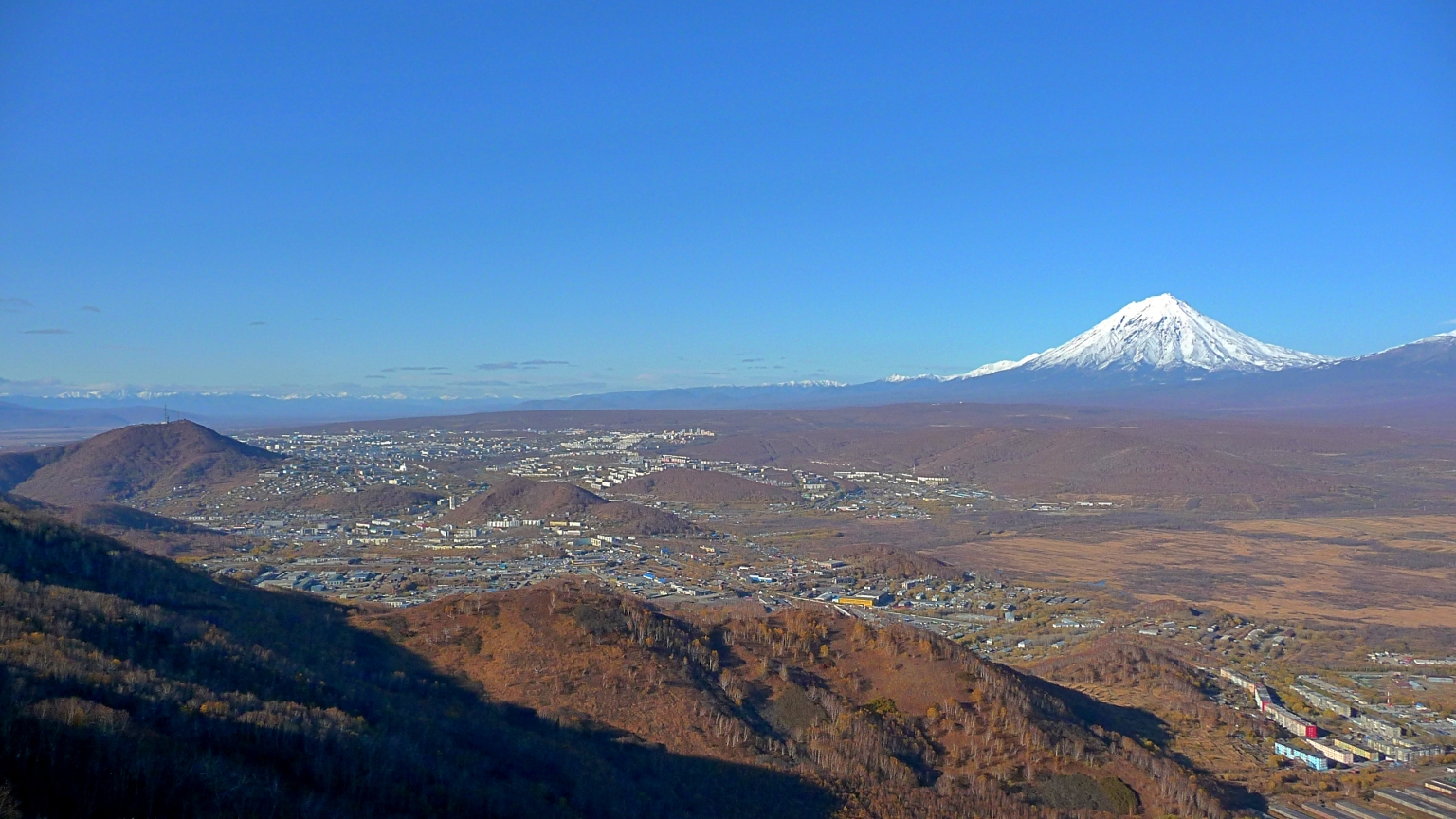
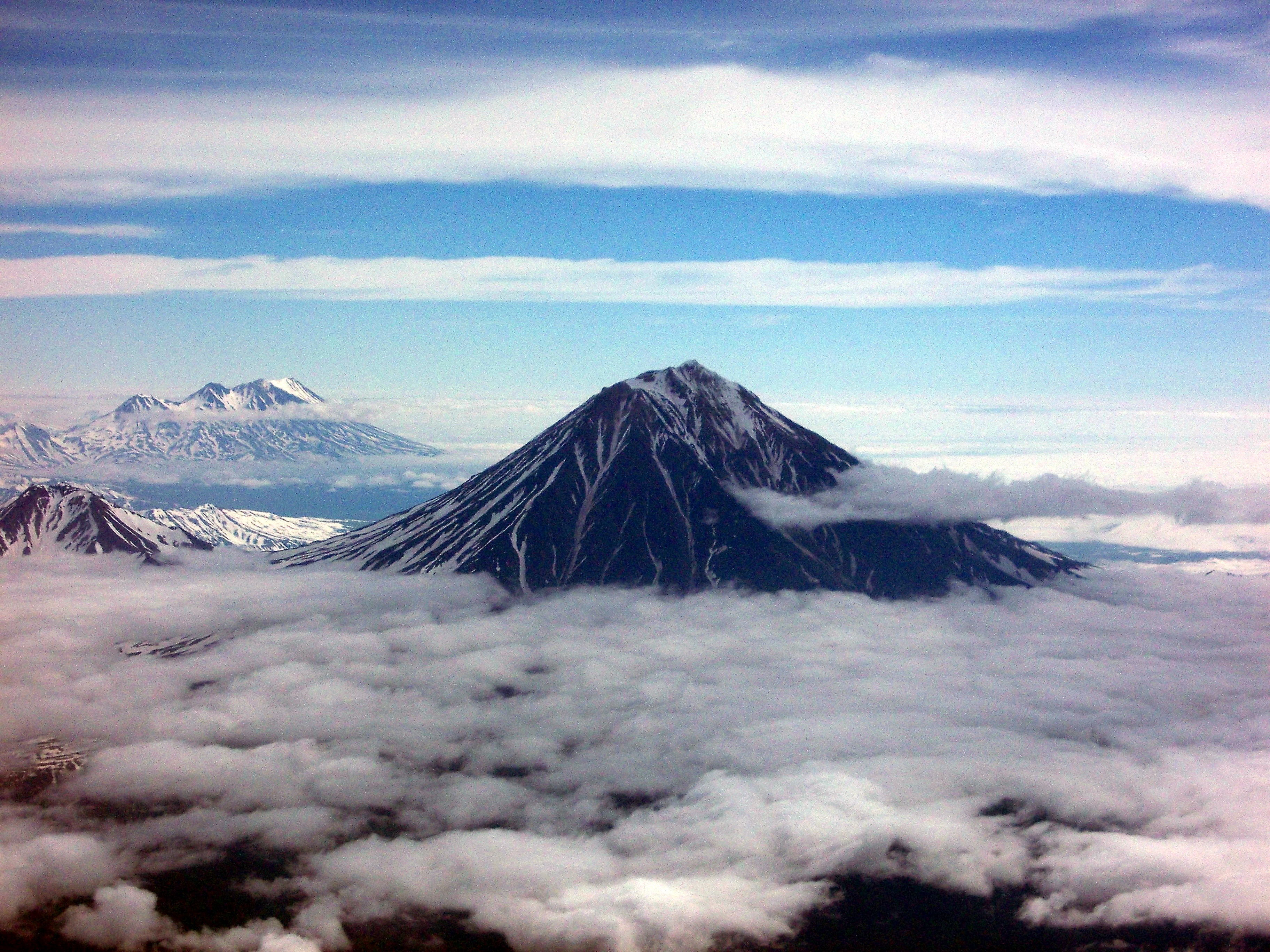
Vulcan în nori
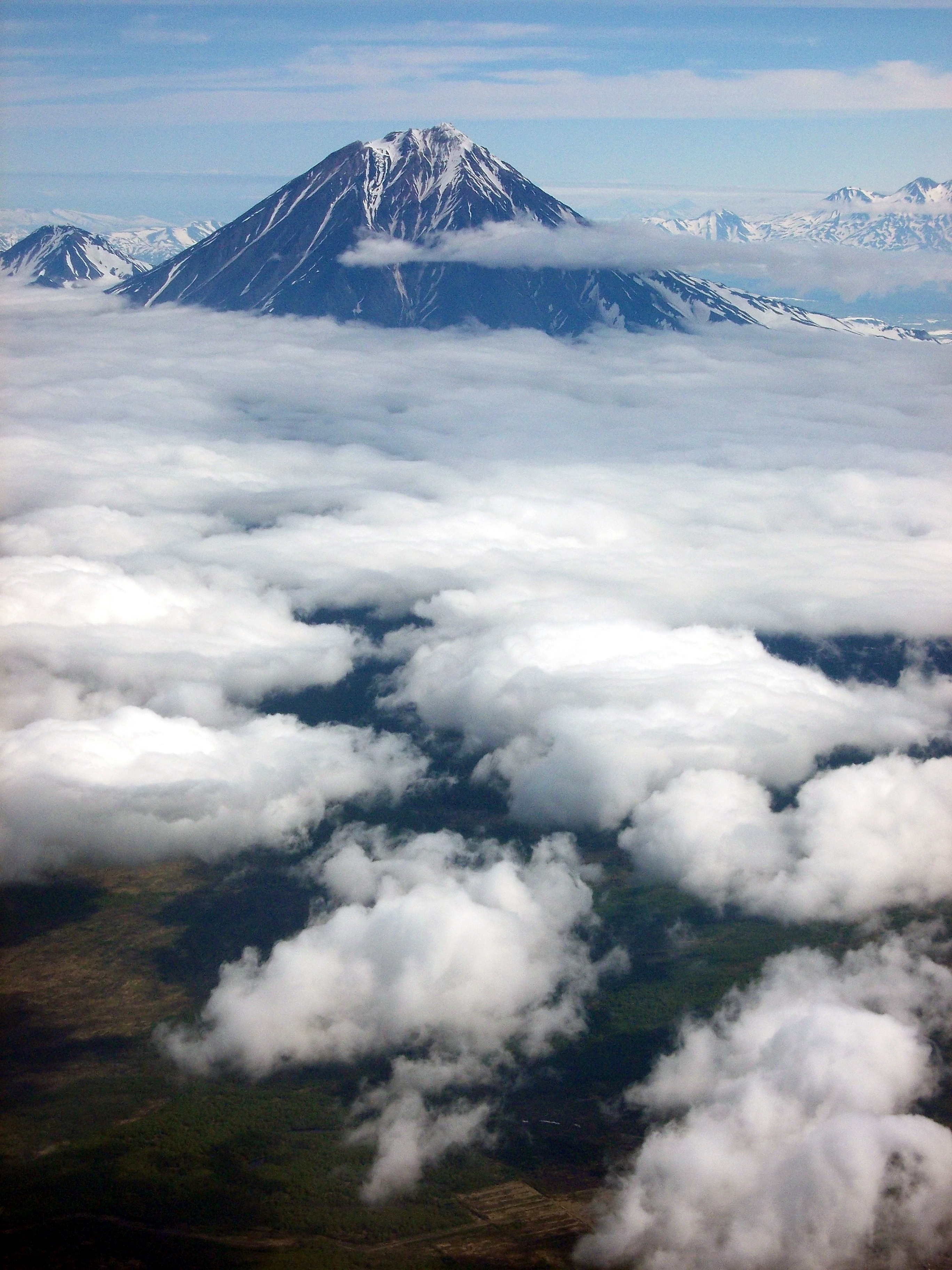
Koriakskaia Sopka